# Стара Ријека (Оштра Лука)
Стара Ријека је насељено мјесто у општини Оштра Лука, Република Српска, БиХ. Према попису становништва из 2013, у насељу је живјело 84 становника.

## Историја
Стара Ријека се до распада Југославије налазила у саставу општине Сански Мост.

## Становништво
| Националност       | 2013. | 1991. | 1981. | 1971. | 1961. |
| Хрвати             |       | 618   | 888   | 982   |       |
| Срби               |       | 11    | 9     | 25    |       |
| Југословени        |       | 7     | 14    | 9     |       |
| Муслимани          |       |       | 5     | 23    |       |
| Црногорци          |       |       |       | 3     |       |
| Македонци          |       |       | 1     |       |       |
| остали и непознато |       | 2     | 1     | 10    |       |
| Укупно             | 84    | 638   | 918   | 1.052 | 1.173 |

| Демографија | Демографија | Демографија |
| Година      | Становника  | Становника  |
| ----------- | ----------- | ----------- |
| 1961.       | 1.173       |             |
| 1971.       | 1.052       |             |
| 1981.       | 918         |             |
| 1991.       | 638         |             |